# Jörg Brunner (Basketballspieler)
Jörg Brunner (* 20. Januar 1975) ist ein ehemaliger deutscher Basketballspieler.

## Werdegang
Brunner kam über den Lehrer Jürgen Meng, der als „einer der Würzburger Basketball-Pioniere“ bezeichnet wurde, mit der Sportart in Berührung. Der zwei Meter große Flügelspieler spielte bei der DJK Würzburg, 1997 wechselte er von dem Würzburger Zweitligisten zur BG Chemnitz. 1998 kam er nach Würzburg zurück, die Mannschaft um Dirk Nowitzki war mittlerweile in die Basketball-Bundesliga aufgestiegen. Brunner wurde im Laufe der Saison 98/99 in einem Bundesliga-Spiel eingesetzt (Mitte März 1999 gegen Bayreuth). Brunner wurde mit der Auswahl der Julius-Maximilians-Universität Würzburg deutscher Basketball-Hochschulmeister. Später spielte er für die TS Herzogenaurach 1861 in der Regionalliga und für die TG Würzburg in der Oberliga.
Beruflich wurde er in Nürnberg als Lehrer tätig. Am Melanchthon-Gymnasium Nürnberg rief er eine Arbeitsgemeinschaft Basketball und eine Zusammenarbeit mit der Basketball-Abteilung des Post SV Nürnberg ins Leben.